# Arroyo Itapebí Chico
El arroyo Itapebí Chico  es un curso de agua uruguayo, ubicado en el departamento de Salto, perteneciente a la cuenca hidrográfica del río Uruguay. 
Nace en la cuchilla de Daymán y discurre con rumbo oeste hasta desembocar en el Arroyo Itapebí Grande, al sur de la ciudad de Constitución, cercano al embalse formado por la represa de Salto Grande.